# Araricá

Localización del municipio Araricá.

Araricá es un municipio brasilero del estado de Rio Grande do Sul.
Se encuentra ubicado a una latitud de 29º36'49" Sur y una longitud de 50º55'30" Oeste, estando a una altitud de 53 metros sobre el nivel del mar. Su población estimada para el año 2004 era de 4.580 habitantes. Fue creada el 28 de diciembre de 1995. 
Ocupa una superficie de 37,458 km². Pertenece a la Región Metropolitana de Porto Alegre y a la Microrregión Porto Alegre. Las aguas del río dos Sinos pasa por este municipio.
- Datos: Q626331
- Multimedia: Araricá / Q626331